# Restricted choice
Restricted choice (Engels voor beperkte keuze) is een principe dat gebruikt wordt in het afspel bij bridge. Het houdt in dat als een speler een kaart uit een groep equivalente kaarten heeft gespeeld, de kans kleiner is dat hij ook een andere equivalente kaart heeft. De redenering is vergelijkbaar met die van de oplossing van het driedeurenprobleem.
De belangrijkste toepassing van het principe van restricted choice is wanneer leider en dummy samen 9 kaarten in een kleur hebben, te weten AH10987654. De leider speelt nu het aas of de heer, en een tegenspeler gooit de vrouw of de boer eronder. In dat geval is de kans aanmerkelijk groter dat die kaart sec heeft gezeten (dat wil zeggen, de speler die hem speelde had geen andere kaarten in die kleur), dan dat de speler begonnen was met precies vrouw-boer.
De reden hiervoor is dat van een vrouw-boercombinatie de bewuste kaart maar (in het ideale geval) de helft van de keren gespeeld zal worden, terwijl een kaart die sec is altijd gespeeld wordt. Er moet dus niet tussen de kans op vrouw-boer sec en (bijvoorbeeld) de kans op vrouw sec worden vergeleken, maar tussen half de kans op vrouw-boer sec en de kans op vrouw sec.
In een dergelijk geval is het dus beter om (indien mogelijk) de andere hoge kaart eruit te snijden bij de partner van de speler die de hoge kaart liet zien, dan erop te spelen dat de andere hoge kaart zal vallen.